# Palaeothentidae

Palaeothentidae é uma família de marsupiais fósseis encontrados por Florentino Ameghino nas formações do terciário da América do Sul.